# 파로현

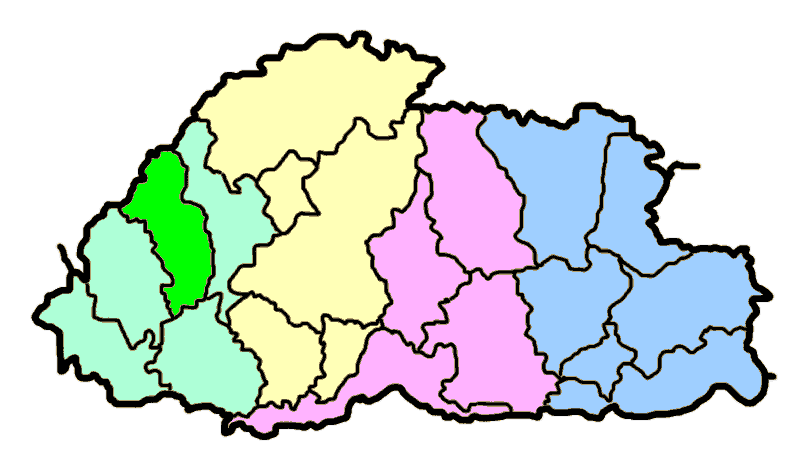
파로 현의 위치

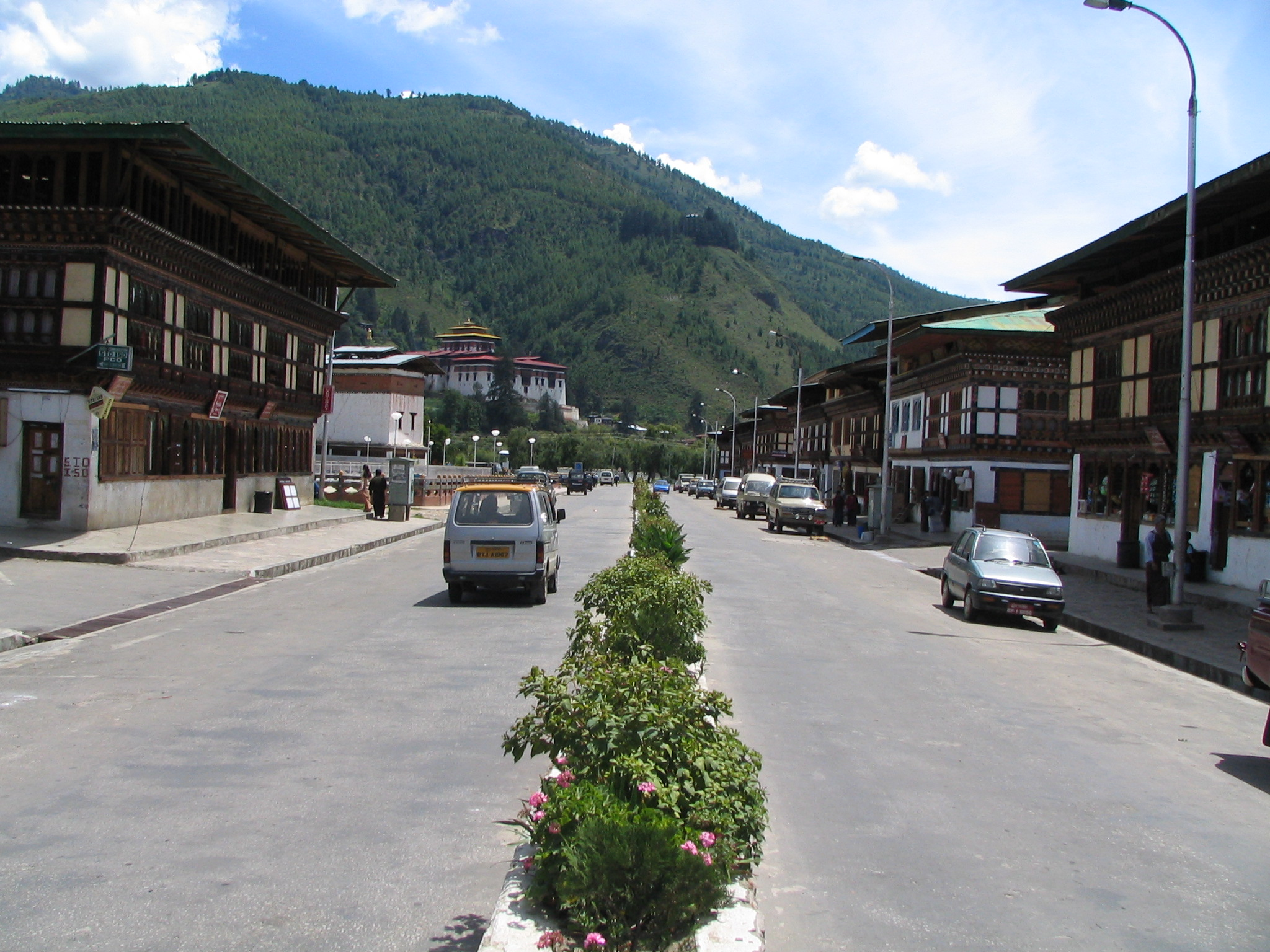
파로와 파로 군 (2006년 9월)

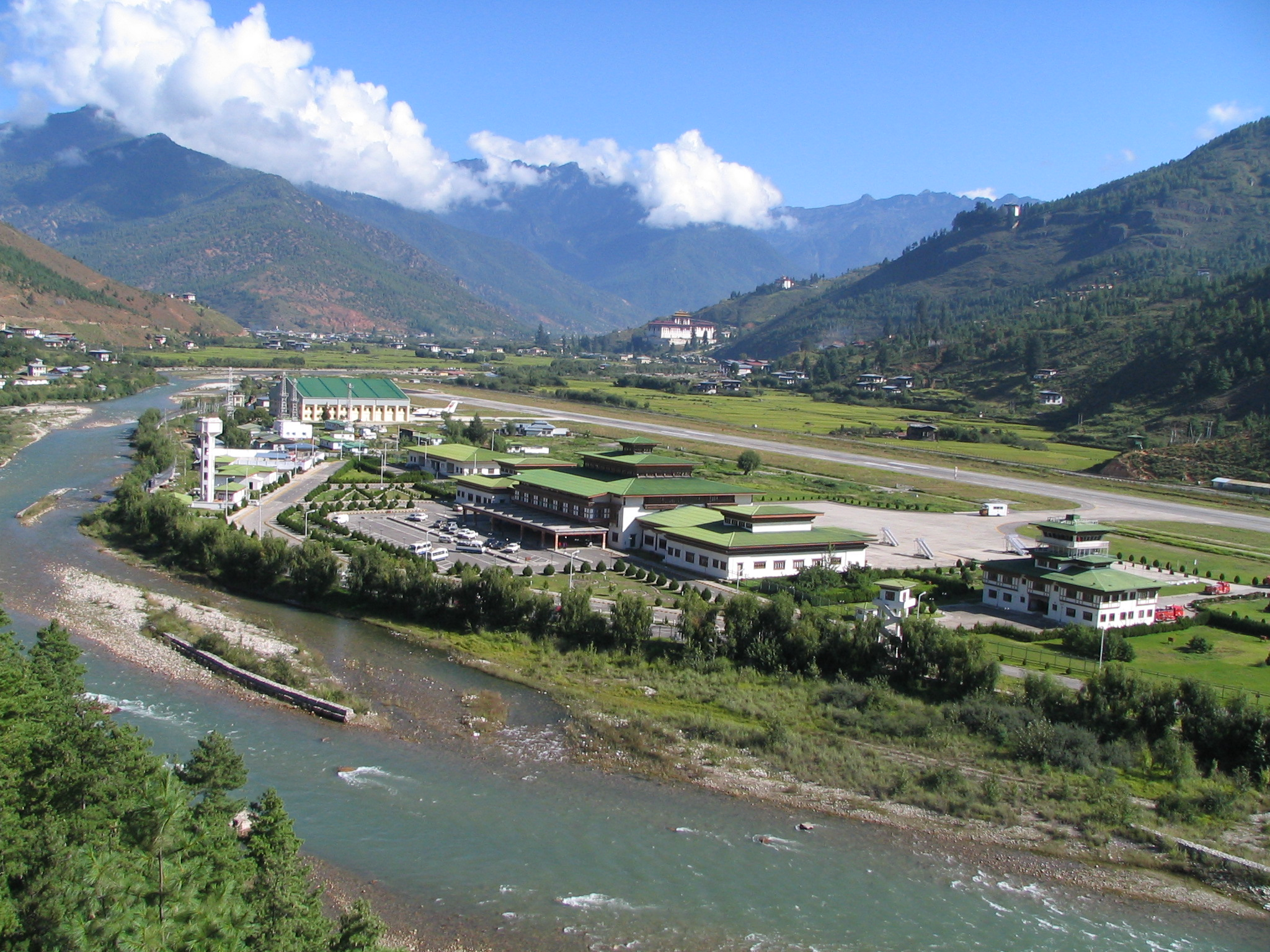
파로 공항

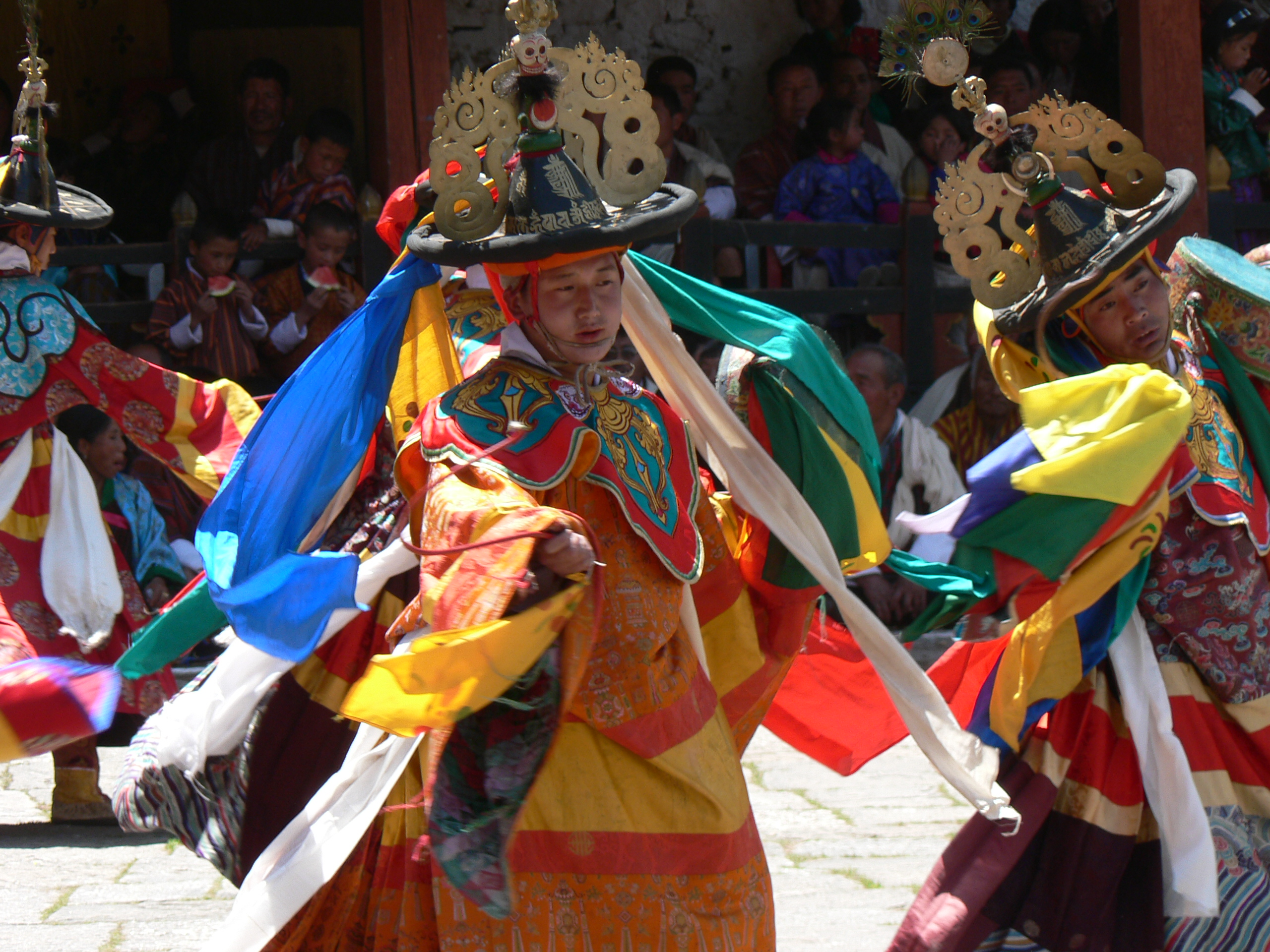
파로 현의 민속춤

파로현(종카어: སྤ་རོ་རྫོང་ཁག་)은 부탄을 구성하는 20개 현(종카그) 가운데 하나로, 현청 소재지는 파로이며 면적은 1,693km2, 인구는 36,433명(2005년 기준)이다. 오랜 역사를 가진 산골짜기이며 티베트와의 무역 교류나 침략이 잦았기 때문에 파로 현의 문화는 티베트 문화와 유사한 점이 많다.
파로 현에는 부탄 유일의 국제공항인 파로 공항이 있는데 부탄의 국영 항공사인 드루크 에어는 이 곳을 기점으로 인도와 동남아시아를 연결하는 항공 노선을 운항한다. 서쪽으로는 하 현, 북쪽으로는 중국 티베트 자치구, 동쪽으로는 팀부 현, 남쪽으로는 추카 현과 인접해 있으며 10개 게워그(도가, 돕샤리, 도텡, 훙그렐, 람공, 룽니, 나자, 샤파, 첸토, 왕창)를 관할한다.

## 같이 보기
- 종카그